# Pulupandan
Pulupandan es un municipio de Cuarta Clase en la provincia de Negros Occidental, Filipinas. Según el censo del 2000, tiene una población de 25,849 personas en 5,175 hogares.

## Barangays
Pulupandan está políticamente subdividida en 20 barangays.
| - Barangay Zone 1-A (Pob.paco beach) - Barangay Zone 4-A (Pob.) - Barangay Zone 1 (Pob.green beach) - Barangay Zone 2 (Pob.) - Barangay Zone 3 (Pob.) - Barangay Zone 4 (Pob.) - Barangay Zone 5 (Pob.) - Barangay Zone 6 (Pob.) - Barangay Zone 7 (Pob.) - Canjusa | - Crossing Pulupandan - Culo - Mabini - Pag-ayon - Palaka Norte - Palaka Sur - Patic - Tapong - Ubay - Utod |